# Круглово (Гороховецкий район)
Круглово — деревня в Гороховецком районе Владимирской области России, входит в состав Куприяновского сельского поселения.

## География
Деревня расположена в 10 км на восток от центра поселения деревни Выезд и в 6 км на юго-восток от Гороховца.

## История
По переписным книгам 1678 года деревня входила в состав Архангельского прихода, в ней было 11 дворов.
В XIX — первой четверти XX века деревня входила в состав Красносельской волости Гороховецкого уезда, с 1926 года — в составе Гороховецкой волости Вязниковского уезда. В 1859 году в деревне числилось 15 дворов, в 1905 году — 18 дворов, в 1926 году — 28 дворов.
С 1929 года деревня входила в состав Кондрюевского сельсовета Гороховецкого района, с 1940 года — в составе Красносельского сельсовета, с 1954 года — в составе Куприяновского сельсовета, с 2005 года — в составе Куприяновского сельского поселения.

## Население
| 1859 | 1905 | 1926 | 2002 | 2010 | 2021 |
| ---- | ---- | ---- | ---- | ---- | ---- |
| 102  | ↗118 | ↗139 | ↘10  | ↗12  | ↗14  |